# لارس گلاسر
لارس گلاسر (انگلیسی: Lars Glasser; ۴ اکتبر ۱۹۲۵ – ۱۵ ژانویهٔ ۱۹۹۹) قایقران کایاک، و قایقران کانو اهل سوئد بود.